# Осада Родоса (305—304 годы до н. э.)
Осада Ро́доса — военный поход Деметрия Полиоркета против Родоса в 305—304 годах до н. э., направленный на установление господства в бассейне Эгейского моря во время войн диадохов.
В конце IV века до н. э. Родос находился на пересечении торговых путей из Вавилона, Индии и Аравии через Египет в Грецию, Македонию, Карфаген и Италию. Обладание стратегически значимым островом было важным для Антигона в контексте его противостояния с царём Египта Птолемеем. Поход против Родоса возглавил сын Антигона Деметрий.
Несмотря на несопоставимость сил, родосцы решили сражаться за свою независимость. Тщательно проработанная стратегия обороны, мужество и изобретательность защитников позволили им сорвать попытку Деметрия организовать морскую блокаду. В ходе последующей многомесячной осады и многочисленных штурмов Родос выстоял. В конечном итоге внешнеполитические соображения заставили Антигона снять осаду и отправить войско Деметрия в Грецию.
Осада Родоса произвела большое впечатление на современников и стала для них примером борьбы за свободу. В ходе осады Деметрий использовал большое количество технических новинок. Среди прочего была сконструирована осадная башня гелепола высотой около сорока метров, которую приводили в движение более трёх тысяч воинов. После снятия осады Деметрий подарил её горожанам «на вечную память о его грандиозных работах и необыкновенном мужестве родосцев». В память о победе над превосходящим по всем параметрам войском Деметрия в Родосе построили статую божественного покровителя города Гелиоса, более известную как одно из семи чудес света Колосс Родосский.

## Предпосылки

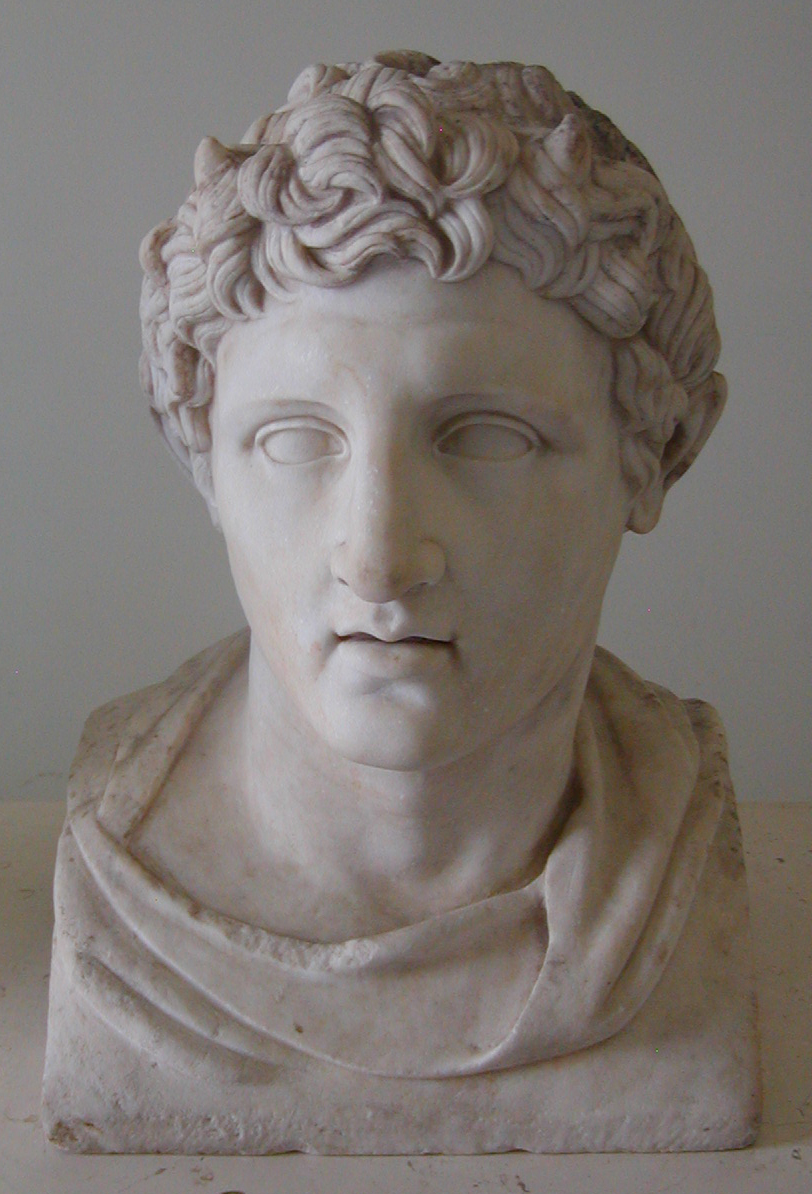
Бюст Деметрия Полиоркета
Римская копия I века с греческого оригинала III века до н. э.. Национальный археологический музей Неаполя

В 306 году до н. э. в ходе Четвёртой войны диадохов египетский флот Птолемея был разбит сыном Антигона Деметрием Полиоркетом при Саламине на Кипре. С завоеванием Кипра Антигон становился гегемоном восточного Средиземноморья и получил морскую базу для ведения дальнейших военных действий против Египта. Однако Антигон и Деметрий не смогли развить успех при Саламине. К осени 306 года до н. э. Антигон собрал войско в более чем 80 тысяч воинов, 8 тысяч всадников и 83 слонов, а также флот из 150 боевых и 100 транспортных кораблей, с которыми совершил попытку захватить Египет. Поход, как в силу природных причин, так и вследствие хорошо организованной Птолемеем обороны, оказался неудачным. Антигон был вынужден отступить.
На тот момент Родос являлся важным торговым центром, через который проходили торговые пути. В условиях войны между Антигоном, который владел Малой Азией и Келесирией, с Птолемеем и правителем Вавилона и Верхних сатрапий Селевком товары из Индии, Аравии, Вавилона шли через земли набатеев в Александрию, откуда доставлялись в Родос, а затем в Грецию, Македонию, Карфаген и Италию. Торговые пошлины были одним из главных источников доходов для Птолемея. В этих условиях контроль над Родосом был крайне важен для Антигона, особенно в контексте продолжающейся войны с Птолемеем.
Сам Родос в описываемое время находился в периоде расцвета. Развитие торговли и мореплавания, выгодное географическое месторасположение, умение сохранять нейтралитет и автономию в условиях непрерывных войн, не только обеспечили благосостояние местных жителей, но и привлекали на остров богатых граждан со всего Средиземноморья.

## Перед войной

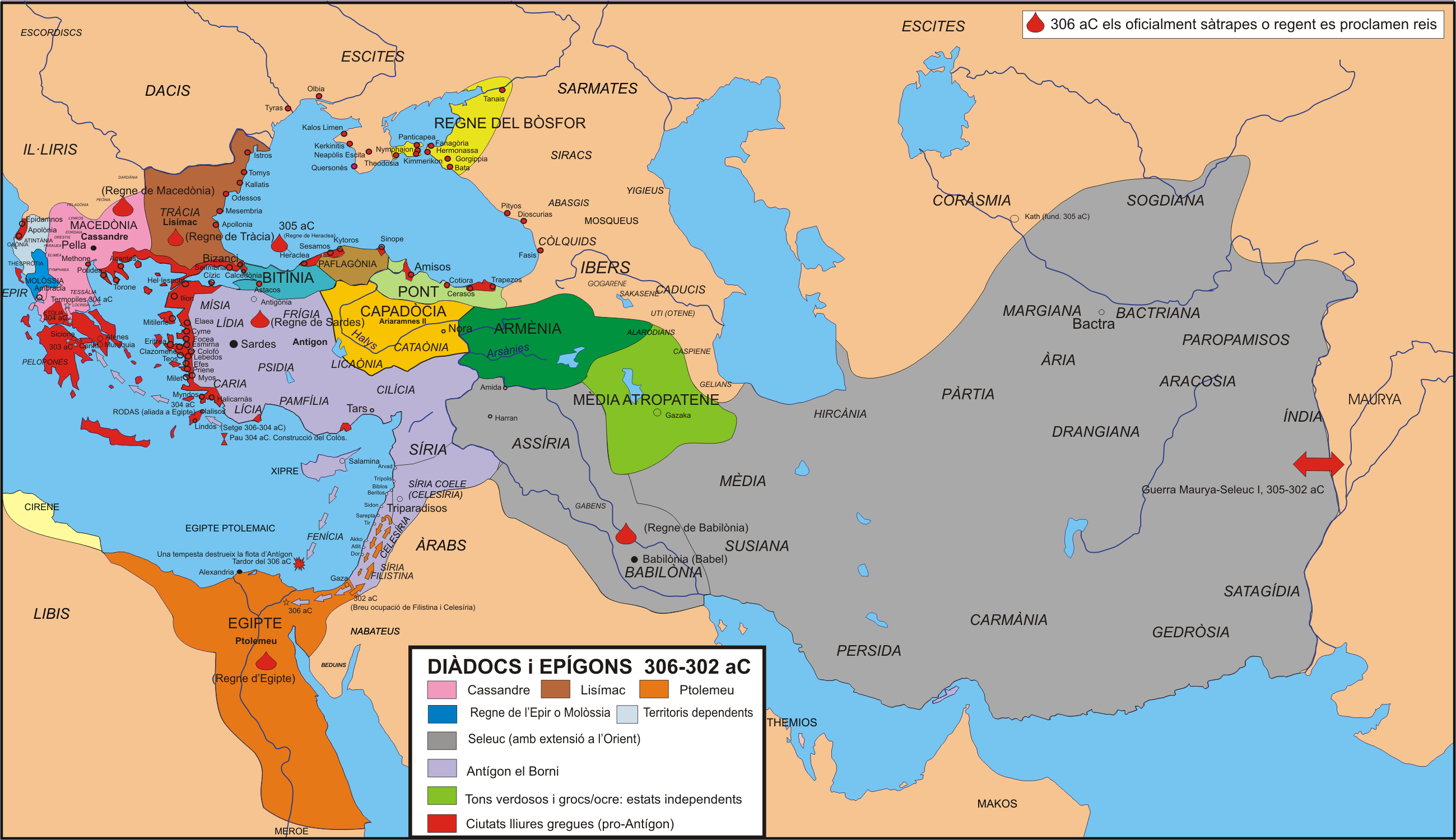
Ориентировочные границы государств диадохов к 305 году до н. э.

Антигон отправил посольство на Родос с требованием прекратить торговлю с Египтом и вступить с ним в антиптолемеевский союз ещё в 306 году до н. э. Островитяне ответили отказом, после чего Антигон приказал одному из своих навархов останавливать и грабить все корабли, которые плыли из Египта в Родос. После того как родосский флот заставил наварха отступить, Антигон заявил, что этим островитяне начали несправедливую войну. Встревоженные родосцы постарались смягчить гнев Антигона: они постановили воздвигнуть статуи Антигона и Деметрия и оказать царям почести. В то же время они просили царей не принуждать их к вражде с Египтом, которая подорвёт их благосостояние.
Это посольство островитян было отвергнуто, после чего Антигон поручил сыну Деметрию захватить остров. Тогда родосцы отправили очередное посольство к Деметрию, соглашаясь присоединиться к Антигону в войне с Птолемеем. Однако после требований впустить в порты военные корабли Антигона и выдать сотню заложников из числа местной аристократии родосцы стали готовиться к войне. В конце лета—начале осени 305 года до н. э. из гавани Лоримы в Карии к Родосу вышел флот Деметрия, который, согласно Диодору, насчитывал 200 военных и 170 вспомогательных судов с 40 тысячами воинов.
В Родосе началась мобилизация. В городе, согласно Диодору Сицилийскому, на тот момент находилось 6 тысяч способных сражаться граждан. Возможно, это число гоплитов без учёта родосцев, которые служили на кораблях и во вспомогательных войсках. Метэкам и иностранцам был предоставлен выбор — либо покинуть Родос, либо стать его гражданами и сражаться за независимость. Таким образом контингент защитников города пополнился ещё тысячей воинов. Городские власти также согласились выкупить рабов и даровать им гражданские права, если те проявят храбрость в сражениях. Античные авторы не приводят численности вольноотпущенников, однако по современным оценкам их было не менее тысячи. В обороне города приняло участие всё население — ремесленники готовили оружие и снаряды, женщины помогали носить камни и остригли волосы для изготовления тетивы луков. Одновременно была пополнена казна — как за счёт частных пожертвований, так и за счёт переплавки статуй богов с акрополя Линда.

## Ход боевых действий

### Попытки морской блокады Родоса

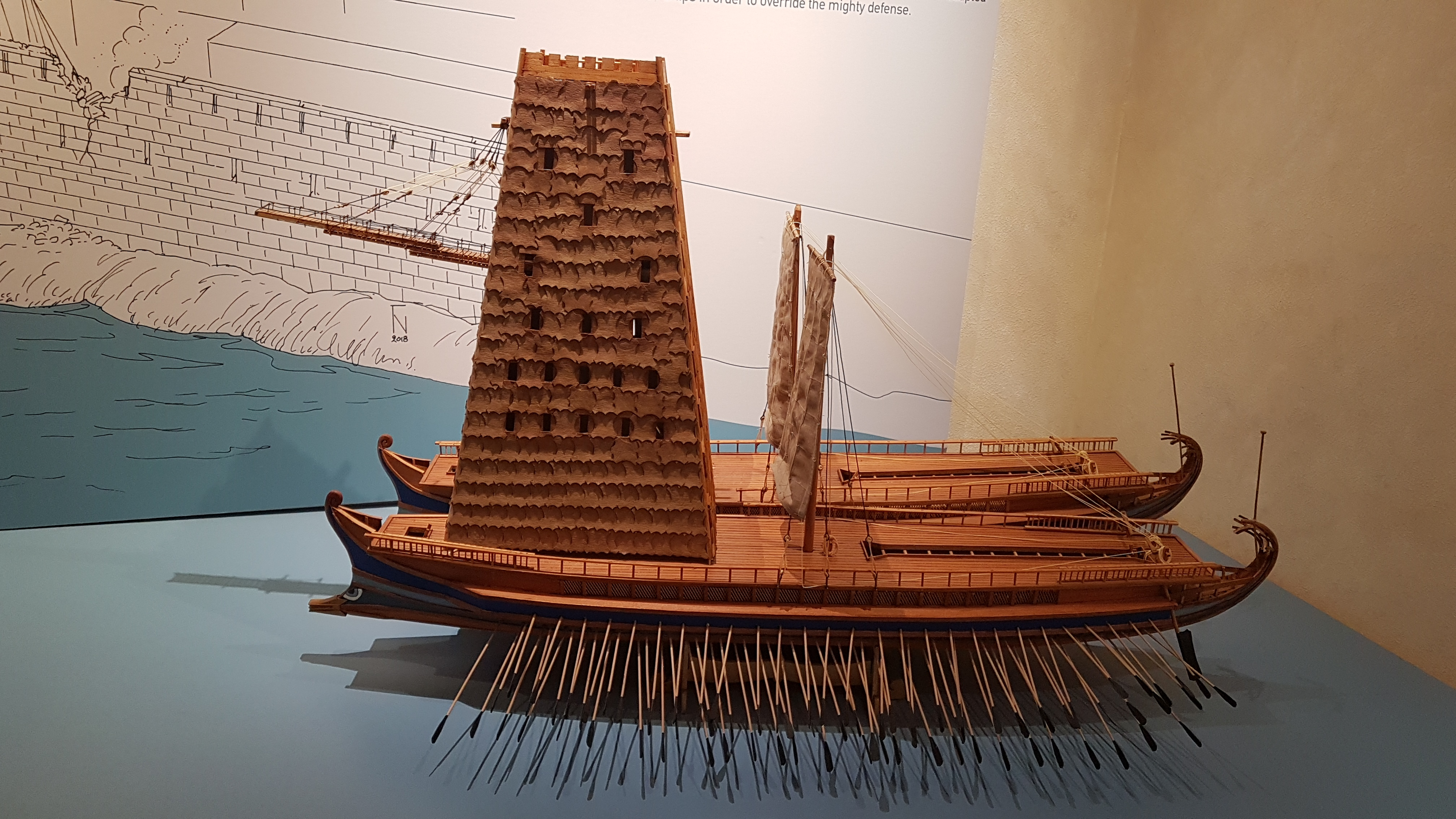
Макет двух соединённых кораблей с осадной башней

Согласно Диодору, «всё пространство между островом и противоположным берегом, на сколько хватало взгляда, было заполнено кораблями, которые внушали великий страх и панику, тем, кто видел это из города». После высадки на острове Деметрий первым делом построил лагерь и гавань для своих кораблей. Родосцы совершили вылазку, а также отправили посольства к правителям Египта Птолемею, Македонии Кассандру и Фракии Лисимаху
На первом этапе осады Деметрий постарался организовать морскую блокаду города, что привело бы к прекращению морских поставок в город. В Родосе находилось пять гаваней. По приказу Деметрия на соединённые в единую конструкцию суда установили баллисты, катапульты и осадные башни. Родосцы, в свою очередь, также установили на городских стенах и молах катапульты. В ходе упорного противостояния и многочисленных штурмов в течение нескольких недель родосцы выстояли. Они смогли захватить в плен более четырёхсот воинов, которые высадились на один из городских молов. Корабли с башнями и катапультами были частично уничтожены во время морских вылазок, частично пострадали от шторма.
Вскоре после провала попытки Деметрия организовать морскую блокаду в Родос прибыло первое подкрепление: пятьсот человек от Птолемея (в основном, родосцы, бывшие у него на службе) под командованием Афинагора и сто пятьдесят из Кносса.

### Сухопутная осада

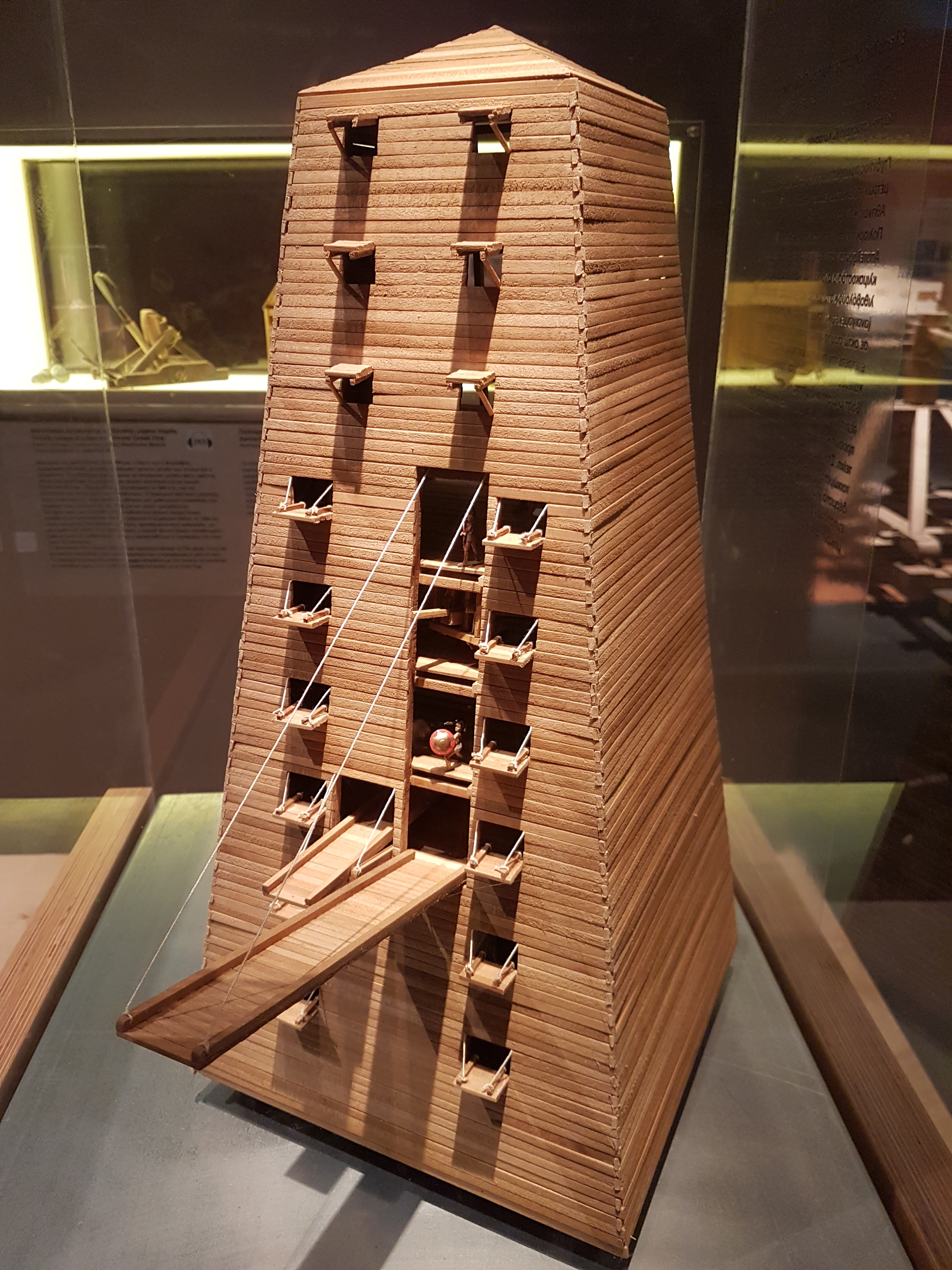
Макет гелеполы, которую по приказу Деметрия соорудили во время осады Родоса

После серии неудач в штурмах с моря Деметрий решил захватить Родос с суши. Для этой цели Эпимах сконструировал громадную осадную башню-гелеполу, которая своими размерами поразила современников. Эту башню в различных вариациях описывали сразу несколько античных авторов — Диодор Сицилийский, Плутарх, Афиней Механик, Витрувий, Аммиан Марцеллин и др. Конструкция, которую в течение зимы 305/304 года до н. э. сооружали 30 тысяч воинов, представляла собой укреплённую подвижную башню высотой в несколько десятков метров. Афиней Механик давал следующие её характеристики — около 40 метров в высоту, 22 метра в ширину, способность выдержать удары камней весом в 3 таланта (около 120 кг). Эту конструкцию весом около 150 тонн приводили в движение более трёх тысяч воинов.
Родосцы, в свою очередь, построили внутреннюю вторую стену параллельно внешней, которая по их мнению была недостаточно прочной. Для этого они использовали камни театра, храмов и ряда домов. Они также отправили три группы кораблей под командованием Дамофила, Менедема и Аминты с приказом «плыть в любом направлении» и нарушать снабжение вражеского войска и подвоз необходимых для постройки осадных орудий материалы. Всем трём военачальникам сопутствовал успех. Дамофил со своими кораблями отправился в направлении Крита и в области Карпафа обнаружил большое количество судов Деметрия. Часть из них была потоплена, часть захвачена. В руки Дамофила также попало большое количество грузовых кораблей с зерном, которые он доставил обратно в Родос. Группа под командованием наварха Аминты наткнулась на множество грузовых судов. В последующем сражении часть из них была потоплена, а часть захвачена и впоследствии тоже доставлена в Родос. Среди пленников Диодор Сицилийский выделял «одиннадцать известных инженеров, людей выдающегося умения в создании метательных снарядов и катапульт».
Менедем, кроме трофеев, которые имели военное значение, захватил корабль с царскими регалиями и личными вещами Деметрия. Всё это было отправлено в Египет Птолемею. Таким образом родосцы признавали царский титул Птолемея и позволяли ему загладить поражение от Деметрия Полиоркета при Саламине на Кипре в 306 году до н. э. Согласно Плутарху, этот инцидент чрезвычайно разозлил Деметрия, который, впрочем, не воспользовался представившейся ему вскоре возможностью отомстить родосцам. Когда в его руки попала картина Протогена со сценами из истории Иалиса, на которую знаменитый художник потратил семь лет своей жизни, Деметрий пошёл навстречу родосцам, которые умоляли его сохранить произведение. Родосцы, в свою очередь, на Народном собрании отказались сносить городские статуи Антигона и Деметрия.
Одновременно с работами по постройке гелеполы сапёры Деметрия начали делать подкоп под городскую стену. Родосцы узнали о планах врага от одного из перебежчиков, после чего выкопали глубокую траншею около стены и обнаружили место подкопа. К этому времени относится попытка Деметрия захватить город с помощью изменников. Он связался с командиром присланных Птолемеем наёмников Афинагором с предложением перейти на его сторону и помочь захватить город. Афинагор притворно согласился и даже назначил место встречи, где можно было бы обсудить детали очередного штурма. Деметрий отправил на встречу военачальника Александра. Однако Афинагор раскрыл детали переговоров с Деметрием на заседании городского совета. Александра схватили, а Афинагора увенчали золотой короной и выделили ему из городской казны пять талантов серебра.
К весне 304 года до н. э. подготовительные работы были завершены. Штурм начался одновременно со всех сторон. Под ударами осадных машин рухнула самая большая стена Родоса, за которой до этого уже была построена новая. К Родосу своевременно подошли грузовые корабли от противников Деметрия — Лисимаха и Кассандра, снабдив родосцев всем необходимым для продолжения борьбы. Штурм стен чередовался с вылазками родосцев, к которым подошло подкрепление в 1,5 тысячи человек под командованием Антигона (тёзки отца Деметрия) от Птолемея. На кораблях, которые доставили войско в осаждённый с суши город, также было много зерна и других припасов. Помощь Птолемея пришлась очень кстати, так как обе стороны были истощены многомесячной осадой. Египетский царь обещал ещё три тысячи воинов, если Родос не примет условия капитуляции Деметрия Полиоркета и продолжит сопротивление.

### Окончание осады
На этом фоне Деметрий начал переговоры с родосцами и заключил перемирие, однако до окончательного мира совершил ещё одну попытку захватить город. Он отобрал из своего войска 1500 воинов, которые ночью проникли через брешь в стене в город. Они смогли захватить театр. В городе началась паника, однако магистраты приказали воинам находиться на стенах, чтобы противостоять возможным атакам извне. С большим трудом родосцам удалось уничтожить отряд, который проник в город.
Трудностями Деметрия во время осады Родоса воспользовались враги Антигона. Правитель Македонии Кассандр начал покорять греческие города и занял Беотию. В 304 году до н. э. его войска опустошили Аттику и захватили ряд аттических крепостей, а также остров Саламин. Афины, которые Деметрий Полиоркет освободил от македонской гегемонии в 307 году до н. э., оказались блокированы. На этом фоне к Деметрию на Родос прибыли послы из Афин, Этолийского союза и полисов Пелопоннеса с просьбой о помощи. Они подчёркивали, что без скорой помощи Афины, а затем и другие греческие города будут захвачены македонянами. Отец Деметрия Антигон также решил, что осаду пора прекращать. Он отправил гонцов к сыну с приказом заключить с родосцами мирное соглашение.
Родосцы, которые сами были утомлены осадой, также были рады возможности заключить мирный договор. По его условиям Родос сохранял свою самостоятельность. Остров становился союзником Антигона против всех, кроме Птолемея. Также родосцы соглашались выдать Деметрию сто заложников, которых выберет Деметрий.

## Итоги осады

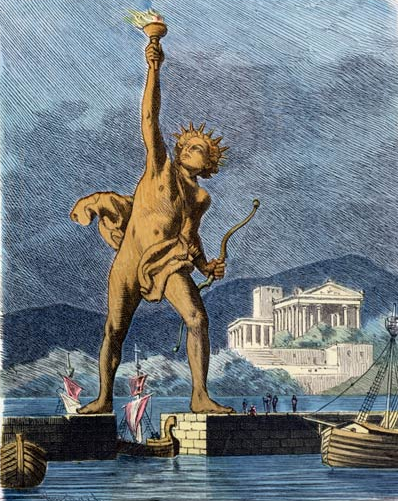
Одно из семи чудес света Колосс Родосский, было построено после завершения осады в честь божественного покровителя Родоса Гелиоса.
«Колосс Родосский», рисунок Ф. Кнаба 1886 года

После завершения осады Родос быстро восстановил своё благосостояние. Разрушенные театр, стены и другие постройки были восстановлены. Проявившие себя в сражениях жители были удостоены наград, рабы получили свободу и гражданские права. В городе также установили статуи Лисимаха и Кассандра, которые помогли Родосу продовольствием. Особые почести были оказаны Птолемею, который получил от родосцев титул «Спасителя» (др.-греч. Σωτήρ). В городе египетскому царю стали воздавать божественные почести и посвятили участок, каждая из сторон которого составляла один стадий (около 180 м).
Деметрий оставил на Родосе осадную башню гелеполу — согласно официальному объяснению, по просьбе жителей острова «на вечную память о его грандиозных работах и необыкновенном мужестве родосцев». Впоследствии её разобрали и продали, а средства пошли на постройку статуи покровителя Родоса Гелиоса — одного из семи чудес света Колосса Родосского.
Поражение Деметрия под Родосом с военной точки зрения было незначительным для державы Антигона, однако с моральной представляло катастрофу. До осады Родоса Антигон эксплуатировал тему осовобождения греческих полисов, предоставления им независимости. После поражения роль «освободителя» Греции взял на себя Птолемей, а самопожертвование и героизм родосцев стали примером борьбы за свободу не только для современников, но и для последующих поколений.

## Оценки
Если верно то, что при целесообразной и предпринимаемой с достаточными средствами осаде никакой город не в состоянии долго продержаться, то во всяком случае горoд Родос совершил все, что только возможно, и защищался с беспримерным мужеством и энергией и с редким искусством. Несомненно, он в конце концов должен был бы пасть перед численным перевесом и постоянно возобновляющимися попытками Деметрия, хотя последние и предпринимались без большого порядка и без всякого твёрдого и последовательного плана; но всё-таки их оборонительные средства и их мужество ещё далеко не подходили к концу, между тем как Деметрий, при всей несоразмерной с обстоятельствами и поистине изумительной затрате сил, в сущности, ещё ничего не достиг.
Осада Родоса войском Деметрия стала поворотным моментом в истории города. Одним из факторов, который позволил Родосу выстоять, стало мужество его жителей. Однако, кроме личных качеств защитников, А. Брессон отметил неопределённость итога — Родос несколько раз оказывался на грани завоевания, а также тщательно проработанную стратегию обороны. В течение года Родос одновременно готовился к предстоящей войне и затягивал её начало, отправив несколько посольств к Антигону и Деметрию. Это позволило городу продержаться первые месяцы без какой-либо помощи извне.
Особое внимание власти города уделили гражданскому единству. Они, среди прочего, пообещали позаботиться о родителях и детях погибших защитников. В описываемое время большое количество осад заканчивались вследствие измены кого-то из осаждённых. В этом контексте щедрые подарки командиру отряда наёмников, которых прислал Птолемей, Афинагору, когда он не предал родосцев, можно рассматривать не только в качестве знака благодарности, но и сигнала потенциальным предателям. Родосцы показывали, что выгоднее сохранять верность городу, чем перейти на сторону врага.
А. Брессон отмечал, что кроме столицы на острове были и другие хорошо укреплённые крепости. Деметрий решил не разделять силы на ведение нескольких осад. С одной стороны, это дало ему возможность сосредоточить максимальное количество войск для выполнения главной задачи. Падение столичного города Родоса сделало бы оборону других крепостей на острове бесперспективной задачей. С другой, это обеспечило возможность родосцам совершать вылазки, иметь тыловые базы и придерживаться стратегии активной обороны как на суше, так и на море. Одним из решающих факторов, который дал возможность родосцам выдержать осаду, стал провал попытки Деметрия организовать морскую блокаду. Это позволило родосцам атаковать пути, по которым войско Деметрия получало провиант и необходимые для осады средства, а также наладить обеспечение собственных сил и получать военную и материальную помощь от врагов Антигона. По мнению Г. Парка, хоть помощь врагов Антигона — Птолемея, Лисимаха и Кассандра — Родосу и была значительной, основной вклад в победу внесли сами горожане за счёт своей отваги и самопожертвования. Ряд историков считают, что при продолжении осады Родос должен был бы пасть. Они отмечают, что Деметрий ушёл сам, хоть и в связи с возникшими внешними обстоятельствами, а не был выбит.

### Исследования
- Александрович С. С. Осадное искусство Деметрия Полиоркета // Праблемы гісторыі старажытнага свету i сярэднiх вякоў: Матэрыялы навуковай рэспублiканскай канферэнцыi памяцi акадэмiкаў М. М. Нiкольскага i У. М. Перцава, 15-16 лiстапада 1999 г., Мiнск. — Минск: БДУ, 2000. — Вып. 3. — С. 51—55. — ISBN 985-445-390-1.
- Горлов Ю. В. Эллинистический Родос // Эллинизм: экономика, политика, культура. — М.: Наука, 1990. — С. 186—222. — 376 с. — ISBN 5-02-009011-5.
- Дройзен И. Г. История эллинизма. — Ростов н/Д.: Феникс, 1995. — Т. 2. — 544 с. — ISBN 5-85880-079-3.
- Парк Г. В. Греческие наёмники. «Псы войны» древней Эллады / Перевод книги Л. А. Игоревский. — М.: Центрполиграф, 2013. — 288 с. — ISBN 978-5-9524-5093-6.
- Колосс Родосский / Н.И. Фролова // Киреев — Конго. — М. : Большая российская энциклопедия, 2009. — С. 536. — (Большая российская энциклопедия : [в 35 т.] / гл. ред. Ю. С. Осипов ; 2004—2017, т. 14). — ISBN 978-5-85270-345-3.
- Хабихт Х. Афины. История города в эллинистическую эпоху / Подготовка к изданию и перевод Ю. Г. Виноградова. — М.: Ладомир, 1999. — ISBN 5-86218-339-6.
- Шофман А. С. Распад империи Александра Македонского / Печатается по постановлению редакционно-издательского совета Казанского университета. Отв. редактор В. Д. Жигунин. — Казань: Издательство Казанского университета, 1984.
- Billows R. Antigonos the One-eyed and the Creation of the Hellenistic State (англ.). — Berkeley; Los Angeles; London: University of California Press, 1997. — ISBN 0-520-06378-3.
- Billows R. The Battle of Salamis and Cyprus in the Diadoch Era // Salamis of Cyprus: History and Archaeology from the Earliest Times to Late Antiquity. Conference in Nicosia, 21—23 May 2015 (англ.) / Rogge S., Ioannou C., Mavrojannis T. (eds.). — Münster; New York: Waxmann, 2019. — P. 457—468. — ISBN 978-3-8309-8479-5.
- Брессон А. Rhodes during the Siege of 305-304 BC: Population, Territory and Strategy of Defense // Les sièges de Rhodes (англ.) / Under the direction of Nicolas Faucherre and Isabelle Pimouguet-Pédarros. — Rennes: Presses universitaires de Rennes, 2010. — P. 103—133. — 306 p. — ISBN 978-2-7535-4934-0. — doi:10.4000/books.pur.36624.
- Dessel P. van, Hauben H. Rhodes, Alexander and the Diadochi from 333/332 to 304 B.C. (англ.) // Historia: Zeitschrift für Alte Geschichte. — 1977. — Vol. 26, no. 3. — P. 307—339. — JSTOR 4435563.
- Heckel W. Who's Who in the Age of Alexander and his Successors. From Chaironea to Ipsos (338—301 BC) (англ.). — Barnsley: Greenhill Books, 2021. — 554 p. — ISBN 978-1-78438-648-1.
- Paschidis P. Between City and King. Prosopographical Studies on the Intermediaries between the Cities of the Greek Mainland and the Aegean and the Royal Courts in the Hellenistic Period (322—190 BC) (англ.) / Research Centre for Greek and Roman Antiquity; National Hellenic Research Foundation. — ΜΕΛΕΤΗΜΑΤΑ. — Athens, 2008. — Vol. 59. — ISBN 978-960-7905-44-4.
- Wheatley P. Demetrius the Besieger on the Nile (англ.) // Acta Classica Supplementum V. — 2014. — P. 92—108.
- Wheatley P. A Floruit of Poliorcetics: The Siege of Rhodes, 305/04 BC (англ.) // Anabasis: Studia Classica et Orientalia. — 2016. — Vol. 7. — P. 43—70.
- Wheatley P., Dunn C. Demetrius the Besieger (англ.). — Oxford: Oxford University Press, 2020. — ISBN 978-0-19-883604-9.
- Wheatley P. The Implications of 'Poliorcetes': Was Demetrius the Besieger's Nickname Ironic? (англ.) // Histos. — 2020. — Vol. 14. — P. 152—184.